# Гусаров, Алексей Васильевич

Автограф

Алексе́й Васи́льевич Гуса́ров (род. 8 июля 1964, Ленинград) — советский и российский хоккеист, а ныне хоккейный тренер и функционер. Олимпийский чемпион 1988 года в составе сборной СССР по хоккею. Обладатель Кубка Стэнли 1996 года в составе клуба «Колорадо Эвеланш».
Игрок СКА (Ленинград; 1982—1984) и ЦСКА (Москва; 1984—1990), а также клубов НХЛ «Квебек Нордикс» (1990—1995), «Колорадо Эвеланш» (1995—2000), «Нью-Йорк Рейнджерс» (2000—2001), «Сент-Луис Блюз» (2001).

## Достижения
За 20 сезонов на высшем уровне провел 1057 игр , забросил 66 шайб. 
- В высшей лиге СССР - 357 (27 шайб).
- В чемпионатах НХЛ  - 607 (39 шайб)
- В турнирах Кубка Стэнли - 68 .

За сборную СССР провёл 187 игр, забросил 19 шайб.

### Чемпионские достижения
- Олимпийский чемпион (1988),
- 3-кратный чемпион мира (1986, 1989, 1990),
- 5-кратный чемпион Европы (1985, 1986, 1987, 1989, 1991),
- Чемпион мира среди молодёжных команд (1984),
- 5-кратный чемпион СССР (1985-89),
- Обладатель Кубка Стэнли (1996)

### Серебряные и бронзовые медали
- Серебряный призёр Олимпийских игр (1998),
- Серебряный призер чемпионата мира (1987),
- Серебряный призер чемпионата Европы (1990),
- Серебряный призер чемпионата СССР (1990),
- Бронзовый призер чемпионата мира (1985, 1991),
- Бронзовый призер чемпионата Европы среди юниоров (1982)

### Индивидуальные достижения
- Лучший защитник чемпионата Европы среди юниоров (1982),
- Член символической сборной (All-Star Team) чемпионата Европы среди юниоров (1982),
- Лучший защитник чемпионата мира среди молодёжных команд (1984),
- Член символической сборной (All-Star Team) чемпионата мира среди молодёжных команд (1984),
- Лучший защитник турнира Кубка Стэнли по системе плюс/минус (1996),
- Член Тройного золотого клуба (1996)
- Член Зала славы ИИХФ (2007)
- Член Зала славы отечественного хоккея (2014)

## Статистика

### Клубная карьера
```
                                          --- Регулярный сезон ---  ---- Плей-офф -------
Сезон    Команда                     Лига    И    Г    П    О  Штр   И   Г   П   О Штр
-----------------------------------------------------------------------------------------
1980-81  ВИФК Ленинград            СССР(3)   2    0    0    0    0

1981-82
  СКА Ленинград               СССР   20    1    2    3   16
  —//—   ВИФК Ленинград            СССР(3)  20    0    0    0    8        

1982-83
  СКА Ленинград               СССР   42    2    1    3   32

1983-84
  СКА Ленинград               СССР   43    2    3    5   32 

1984-85
  ЦСКА Москва                 СССР   36    3    2    5   26 
01
 
!
                      

1985-86
  ЦСКА Москва                 СССР   40    3    5    8   30 
01
 
!

1986-87
  ЦСКА Москва                 СССР   38    4    7   11   24 
01
 
!

1987-88
  ЦСКА Москва                 СССР   39    3    2    5   28 
01
 
!
             

1988-89
  ЦСКА Москва                 СССР   42    5    4    9   37 
01
 
!

1989-90
  ЦСКА Москва                 СССР   42    4    7   11   42 
02
 
!

1990-91
  ЦСКА Москва                 СССР   15    0    0    0   12 
  
—//—
НХЛ
 Квебек Нордикс              НХЛ    36    3    9   12   12  --  --  --  --  --
  —//—   Галифакс Цитаделс           AХЛ     2    0    3    3    2  --  --  --  --  --

1991-92
  Квебек Нордикс              НХЛ    68    5   18   23   22  --  --  --  --  --
  —//—   Галифакс Цитаделс           AХЛ     3    0    0    0    0  --  --  --  --  -- 

1992-93
  Квебек Нордикс              НХЛ    79    8   22   30   57   5   0   1   1   0

1993-94
  Квебек Нордикс              НХЛ    76    5   20   25   38  --  --  --  --  --

1994-95
  Квебек Нордикс              НХЛ    14    1    2    3    6  --  --  --  --  --

1995-96
  Колорадо Эвеланш            НХЛ    65    5   15   20   56  21   0   9   9  12 
01
 
!

1996-97
  Колорадо Эвеланш            НХЛ    58    2   12   14   28  17   0   3   3  14

1997-98
  Колорадо Эвеланш            НХЛ    72    4   10   14   42   7   0   1   1   6

1998-99
  Колорадо Эвеланш            НХЛ    54    3   10   13   24   5   0   0   0   2

1999-00
  Колорадо Эвеланш            НХЛ    34    2    2    4   10  --  --  --  --  --

2000-01
  Колорадо Эвеланш            НХЛ     9    0    1    1    6  --  --  --  --  --
 —//—    Нью-Йорк Рейнджерс          НХЛ    26    1    3    4    6  --  --  --  --  --
 —//—    Сент-Луис Блюз              НХЛ    16    0    4    4    6  13   0   0   0   4
--------------------------------------------------------------------------------------
                      ВСЕГО 21 сезон:
            11 сезонов               НХЛ   607   39  128  167  313  68   0  14  14  38
            10 сезонов               СССР  357   27   33   60  279
             2 сезона              СССР(3)  22    0    0    0    8  
             2 сезона                AХЛ     5    0    3    3    2  --  --  --  --  --
----------------------------------------------------------------------------------------
--- Переходный турнир ---  

1982-83
  СКА Ленинград               СССР   13    1    1    2   12
----------------------------------------------------------------------------------------                                                   *СССР(3) - вторая лига чемпионата СССР
```

### Международные соревнования
Приведена статистика по выступлениям в сборных командах на Олимпийских Играх, чемпионатах мира и Европы, а также на Кубке Канады
```
Год      Сборная              Турнир                                       И   Г   П   О Штр    Место 
---------------------------------------------------------------------------------------------------------------------

1982
     СССР юниорская       Чемпионат Европы среди юниоров U18           5   1   1   2   6    
03
 
!

1984
     СССР молодёжная      Молодёжный чемпионат мира U20                7   4   5   9   8    
01
 
!

1984
     СССР                 Кубок Канады                                 2   0   0   0   4    Проигрыш в полуфинале

1985
     СССР                 Чемпионат мира и Европы                     10   2   1   3   6    
03
 
!
 
01
 
!

1986
     СССР                 Чемпионат мира и Европы                      9   1   2   3   8    
01
 
!
 
01
 
!

1987
     СССР                 Чемпионат мира и Европы                     10   1   2   3   8    
02
 
!
 
01
 
!

1987
     СССР                 Кубок Канады                                 6   1   1   2   6    Проигрыш в финале

1988
     СССР                 Олимпийские Игры                             8   1   3   4   6    
01
 
!

1989
     СССР                 Чемпионат мира и Европы                      9   2   1   3   2    
01
 
!
 
01
 
!

1990
     СССР                 Чемпионат мира и Европы                     10   1   3   4   6    
01
 
!
 
02
 
!

1991
     СССР                 Чемпионат мира и Европы                     10   1   4   5   2    
03
 
!
 
01
 
!

1991
     СССР                 Кубок Канады                                 5   0   2   2   0    Не вышли из группы

1998
     Россия               Олимпийские Игры                             6   0   1   1   8    
02
 
!
 
---------------------------------------------------------------------------------------------------------------------
                              
Всего за юниорскую сборную СССР
              
5
   
1
   
1
   
2
   
6

                              
Всего за молодёжную сборную СССР
             
7
   
4
   
5
   
9
   
8
 
                              
Всего за сборную СССР
                       
79
  
10
  
19
  
29
  
48

                              
Всего за сборную России
                      
6
   
0
   
1
   
1
   
8
```

## Награды и звания
- Заслуженный мастер спорта СССР (1986)
- Медаль «За трудовую доблесть» (1988)

## Личная жизнь
Жена Сандра родом из Латвии. С ней он познакомился во время отпуска в 1988 году. В браке родились два сына , Василий (р.1992) и Александр(р.1997). Проживает в США , в Денвере (штат Колорадо).